# ゲオルク・シェーファー美術館
ゲオルク・シェーファー美術館（ゲオルク・シェーファーびじゅつかん、Museum Georg Schäfer）は、ドイツのバイエルン州シュヴァインフルトにある美術館である。

## 沿革
2000年に実業家ゲオルク・シェーファーのコレクションを元に開館した美術館。特に19世紀のドイツ語圏芸術家たちの作品を展示している。

## コレクション
カール・シュピッツヴェークの絵画やスケッチを多く所蔵している。他にカスパー・ダーヴィト・フリードリヒ、フェルディナント・ゲオルク・ヴァルトミュラー、アルブレヒト・アダム、フリッツ・フォン・ウーデ、ヴィルヘルム・ライブル、アドルフ・フォン・メンツェル、フランツ・フォン・レンバッハ、ハンス・トーマ、ロヴィス・コリント、マックス・リーバーマン、マックス・スレーフォークト、マックス・ベックマンなどの作品が展示されている。

## ギャラリー

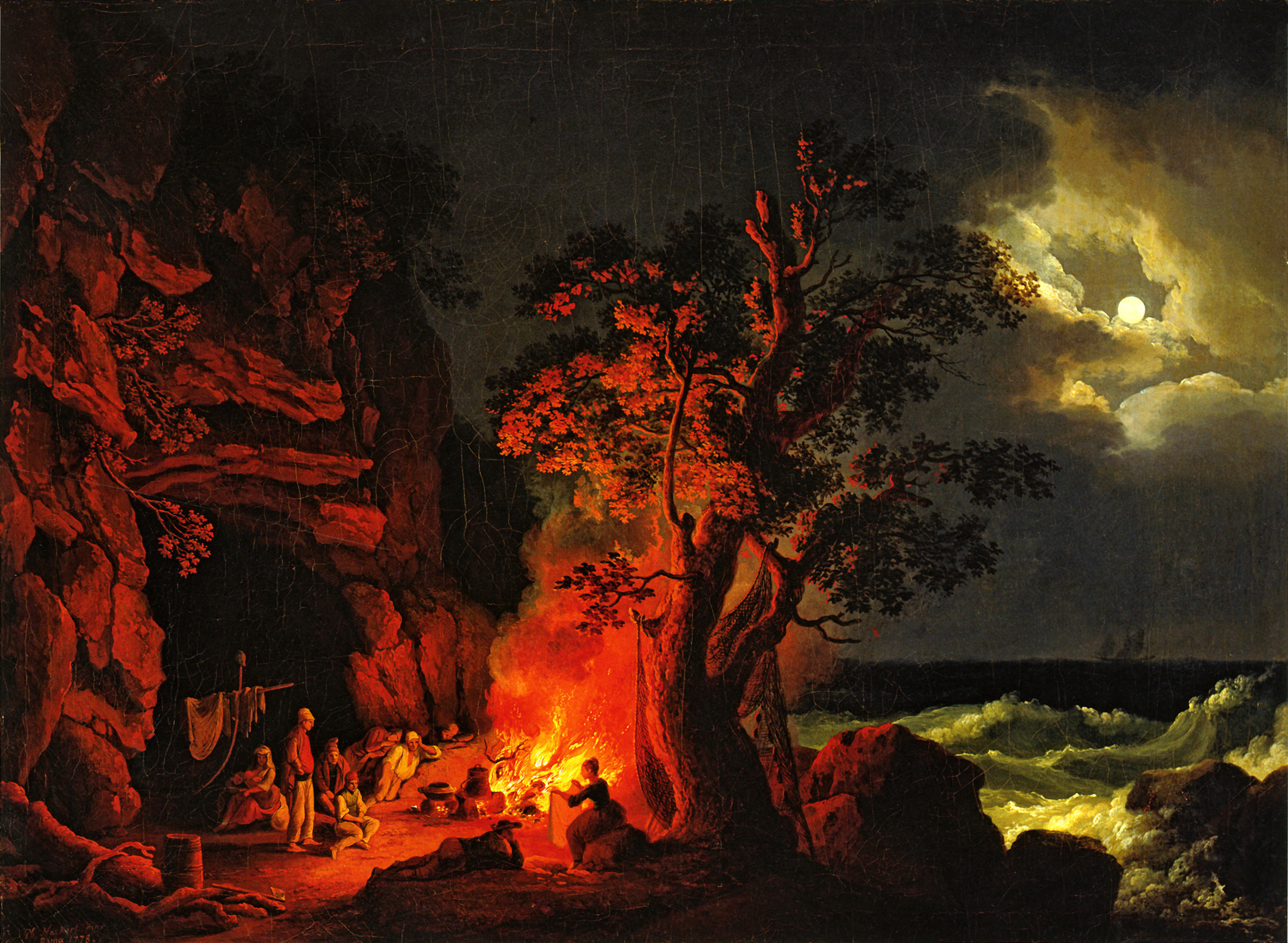
ヤコブ・フィリップ・ハッケルト: The Fischer Family at Night Bonfire with Roaring Sea, 1778年
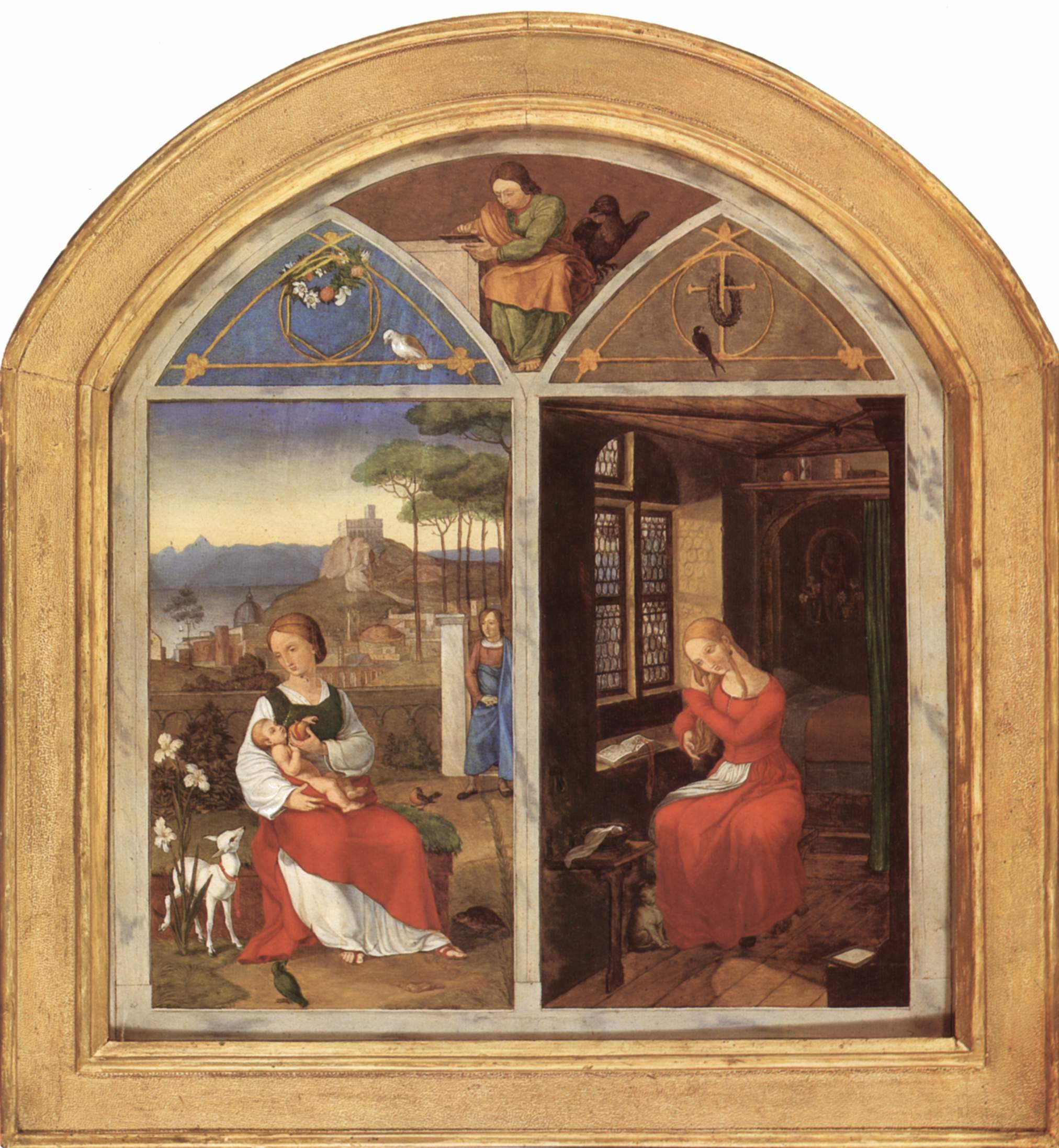
フランツ・プフォル: Sulamith and Maria, 1811年
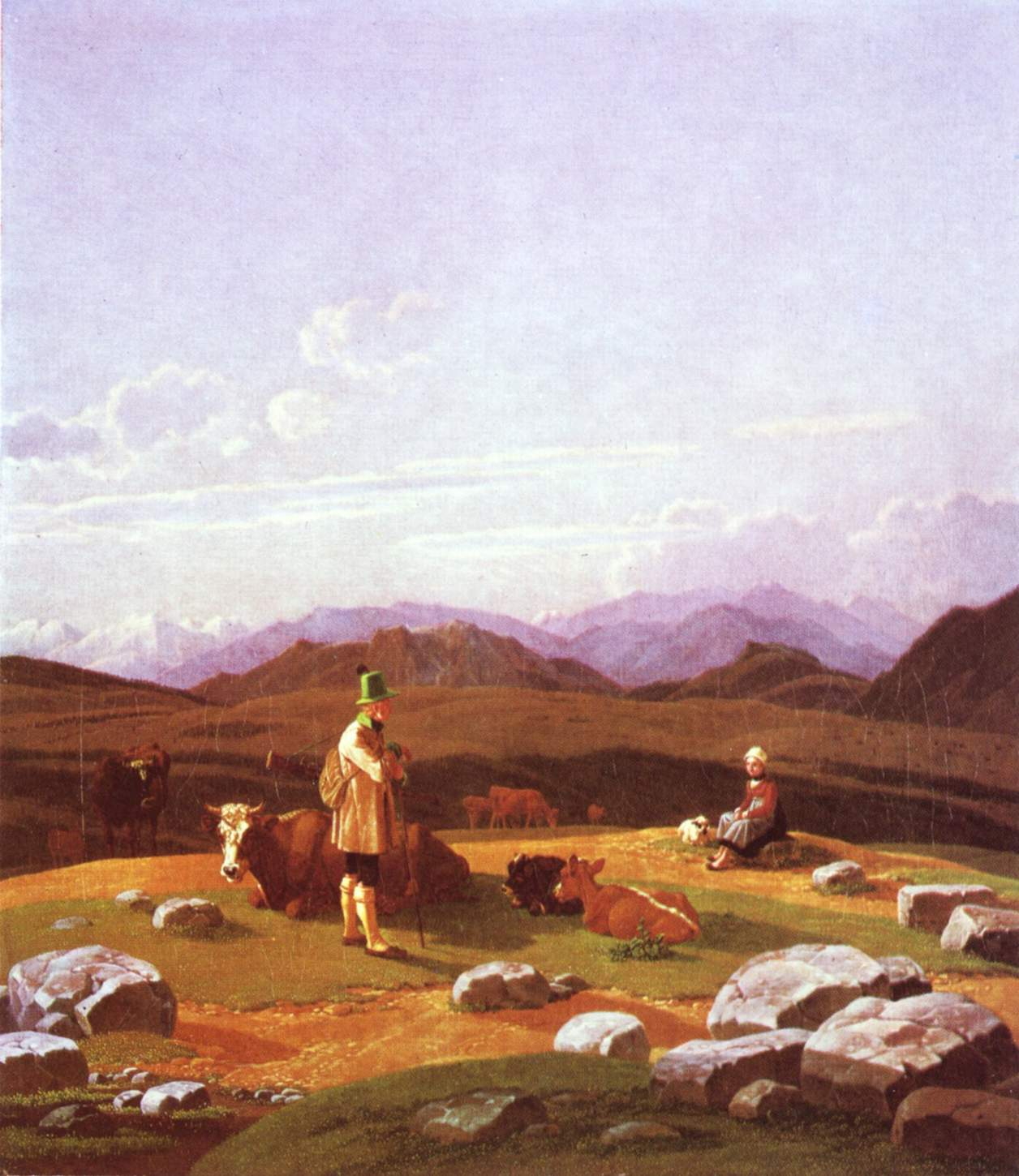
ヴィルヘルム・フォン・コベル: Hunters in the Alps, 1828年
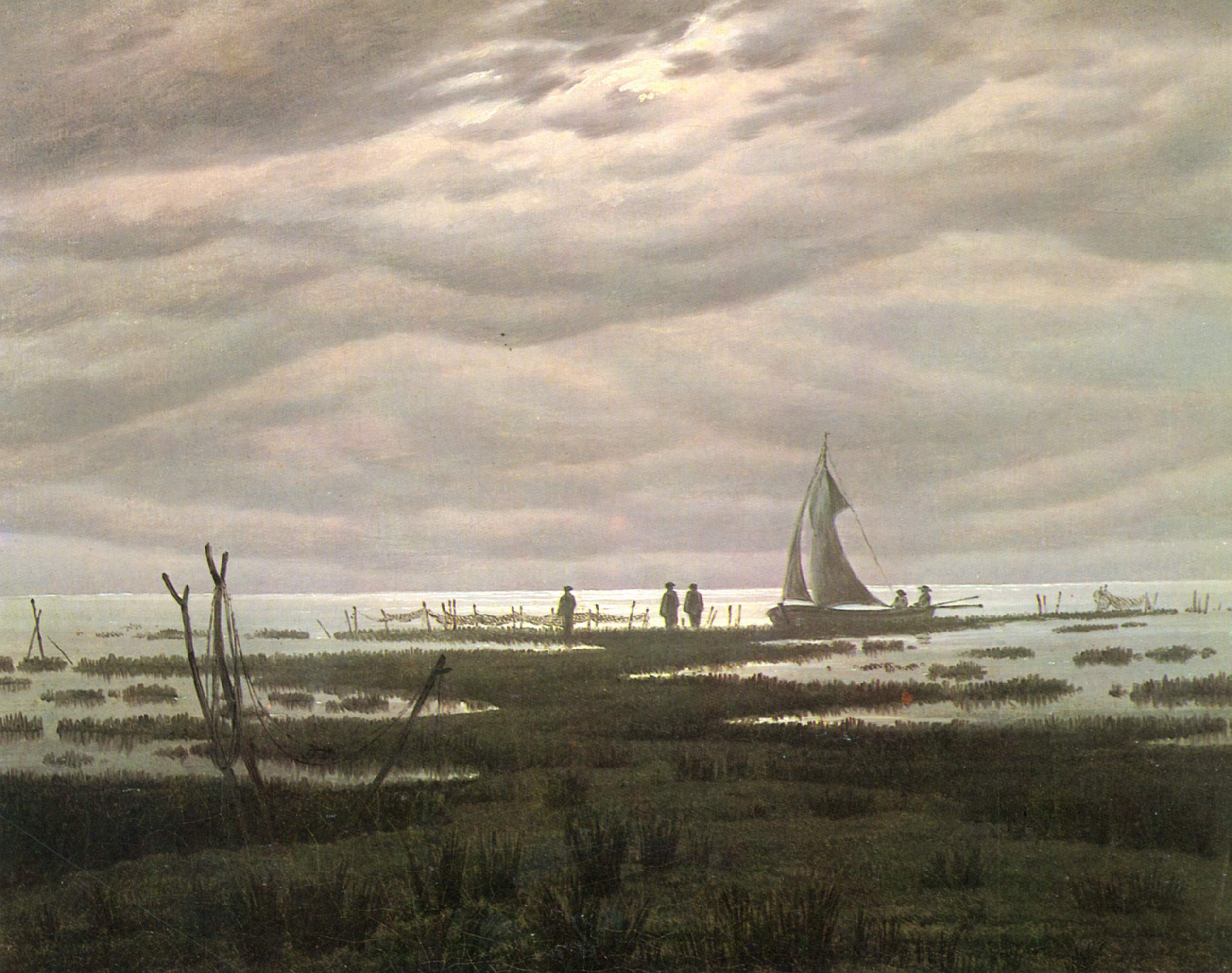
カスパー・ダーヴィト・フリードリヒ: 『バルト海の朝の風景』, ca. 1830-1834年
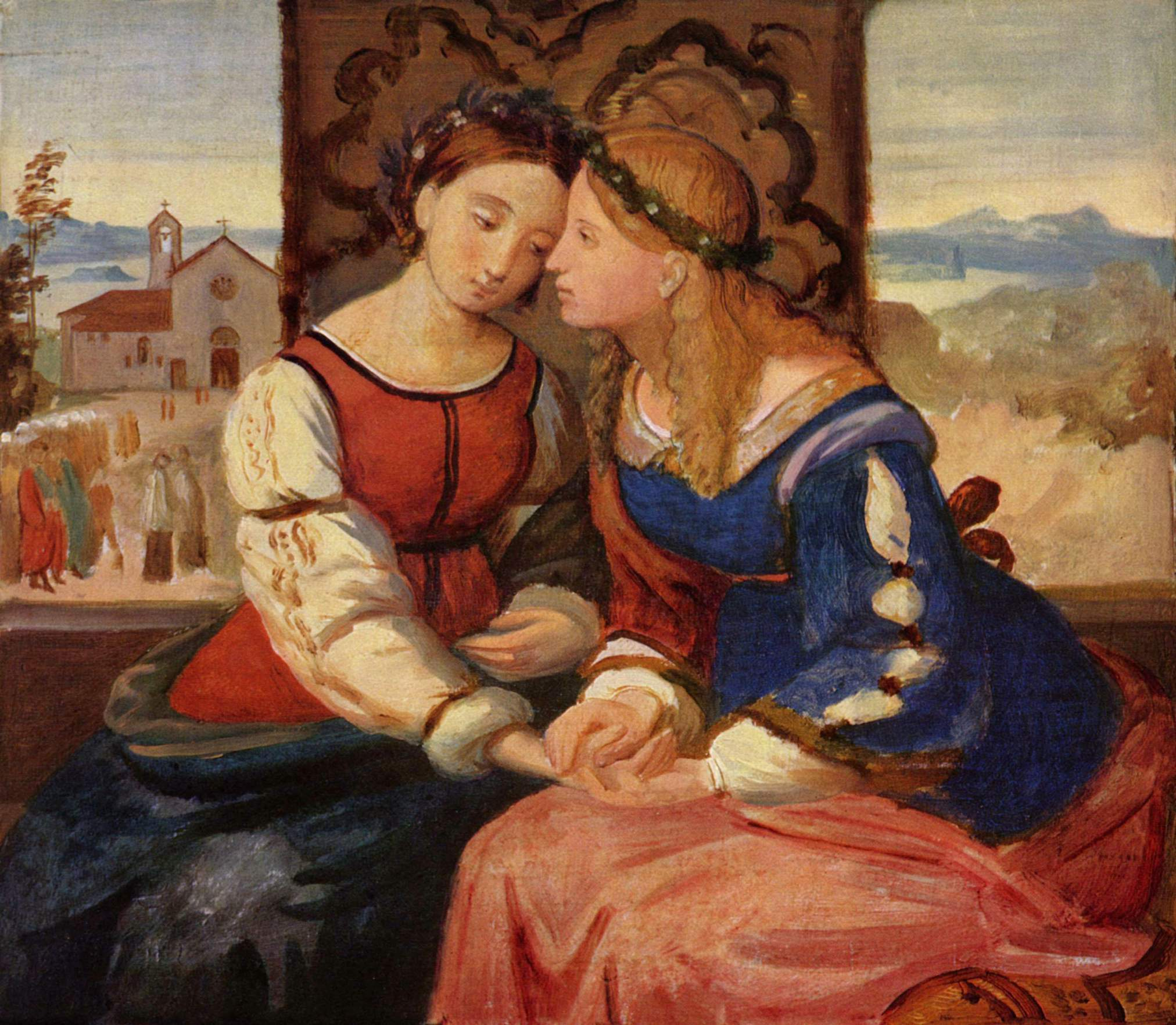
ヨハン・フリードリヒ・オーファーベック: Italy and Germany, 1840 - 1850年
カール・シュピッツヴェーク『本の虫』  (1st version), ca.1850年
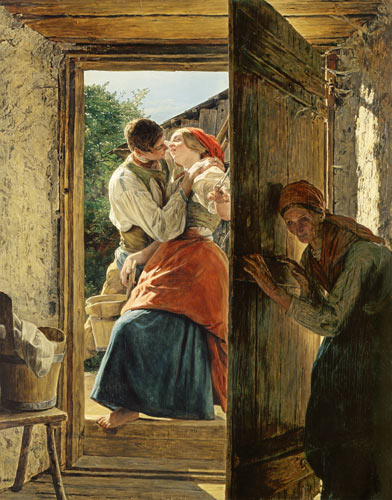
フェルディナント・ゲオルク・ヴァルトミュラー: 『盗み聞きされた恋人たち（口づけ）』, 1858年
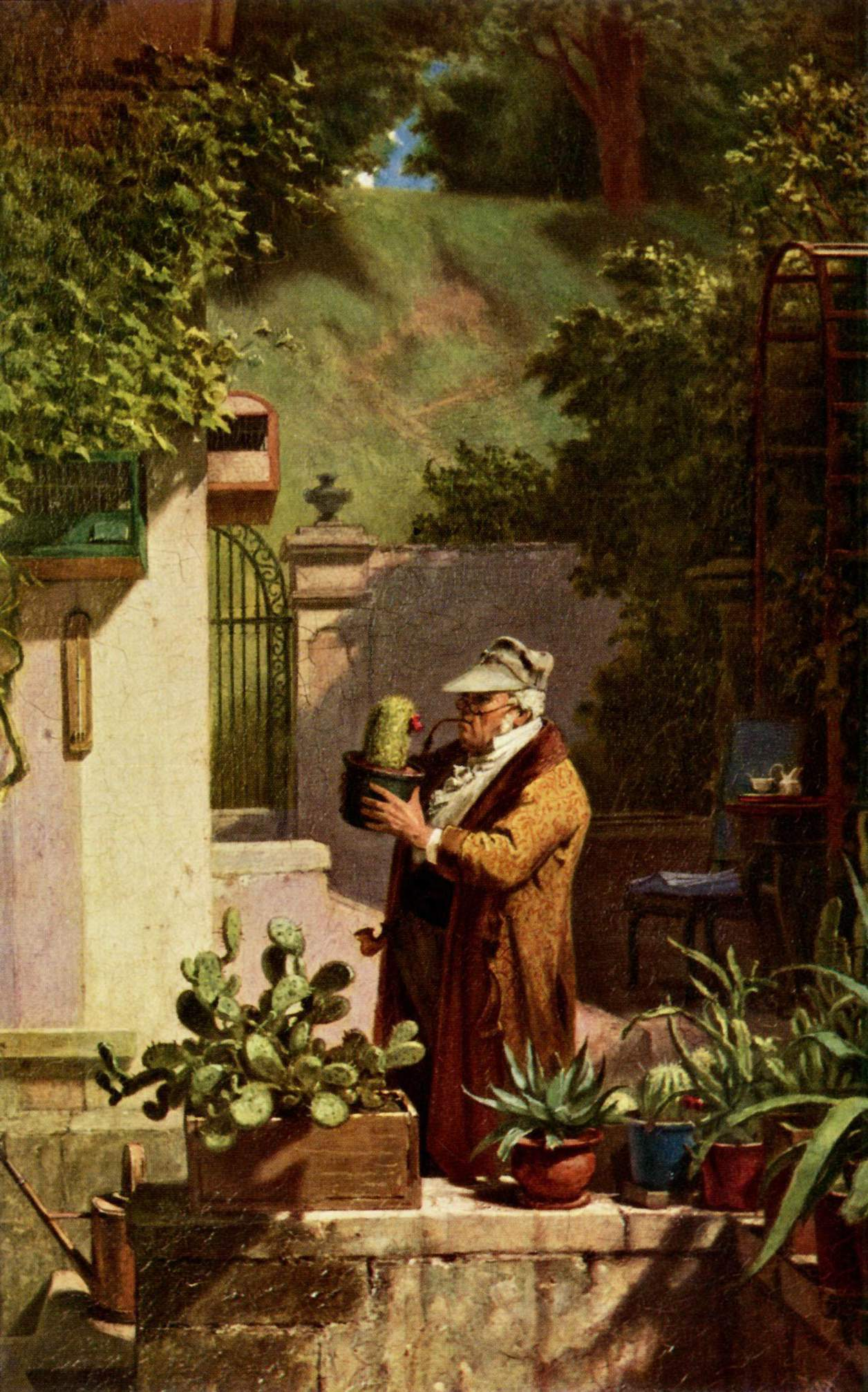
カール・シュピッツヴェーク: The Cactus Friend, before 1858年
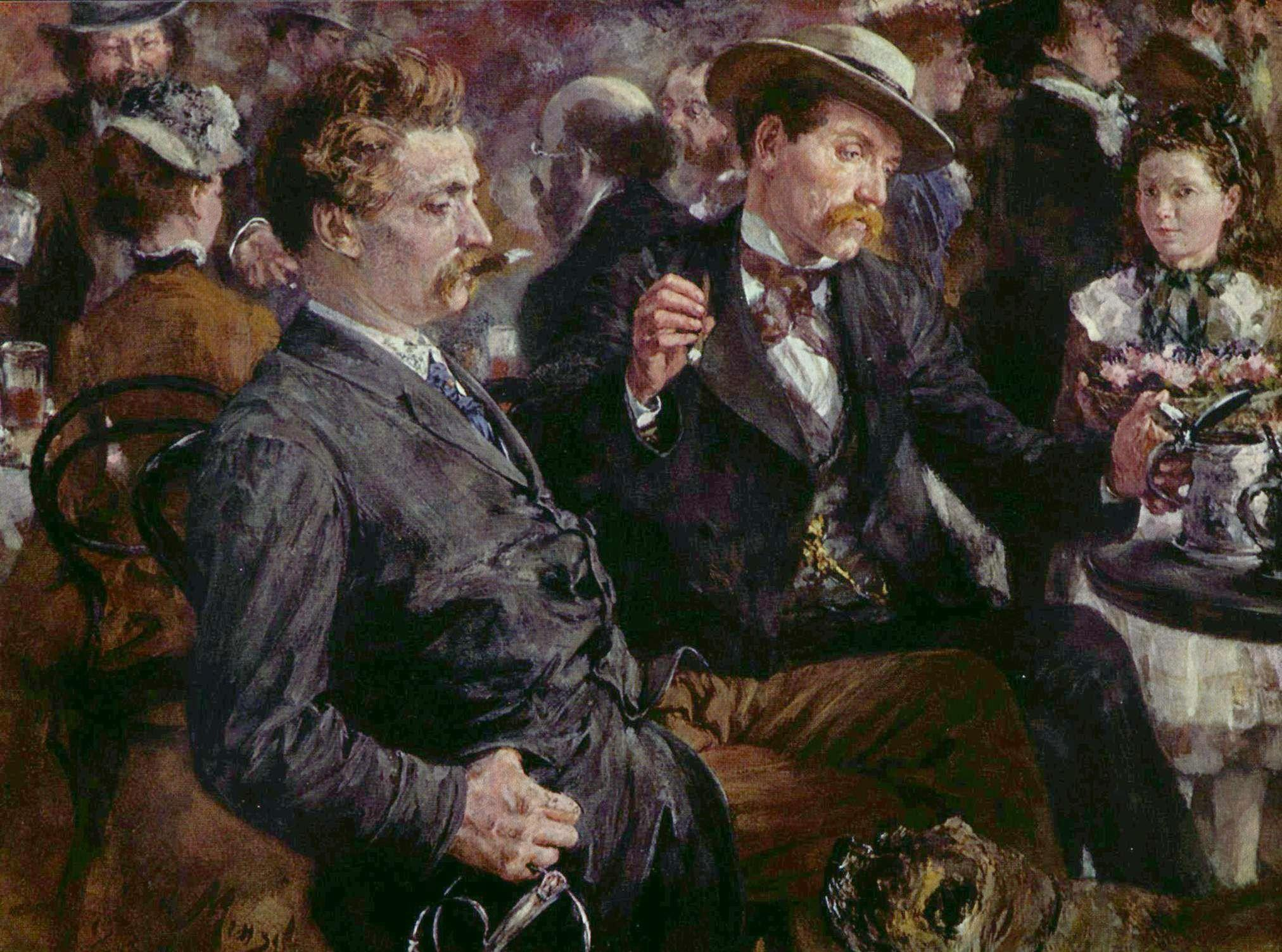
アドルフ・フォン・メンツェル: 『ビアガーデン』, 1883年
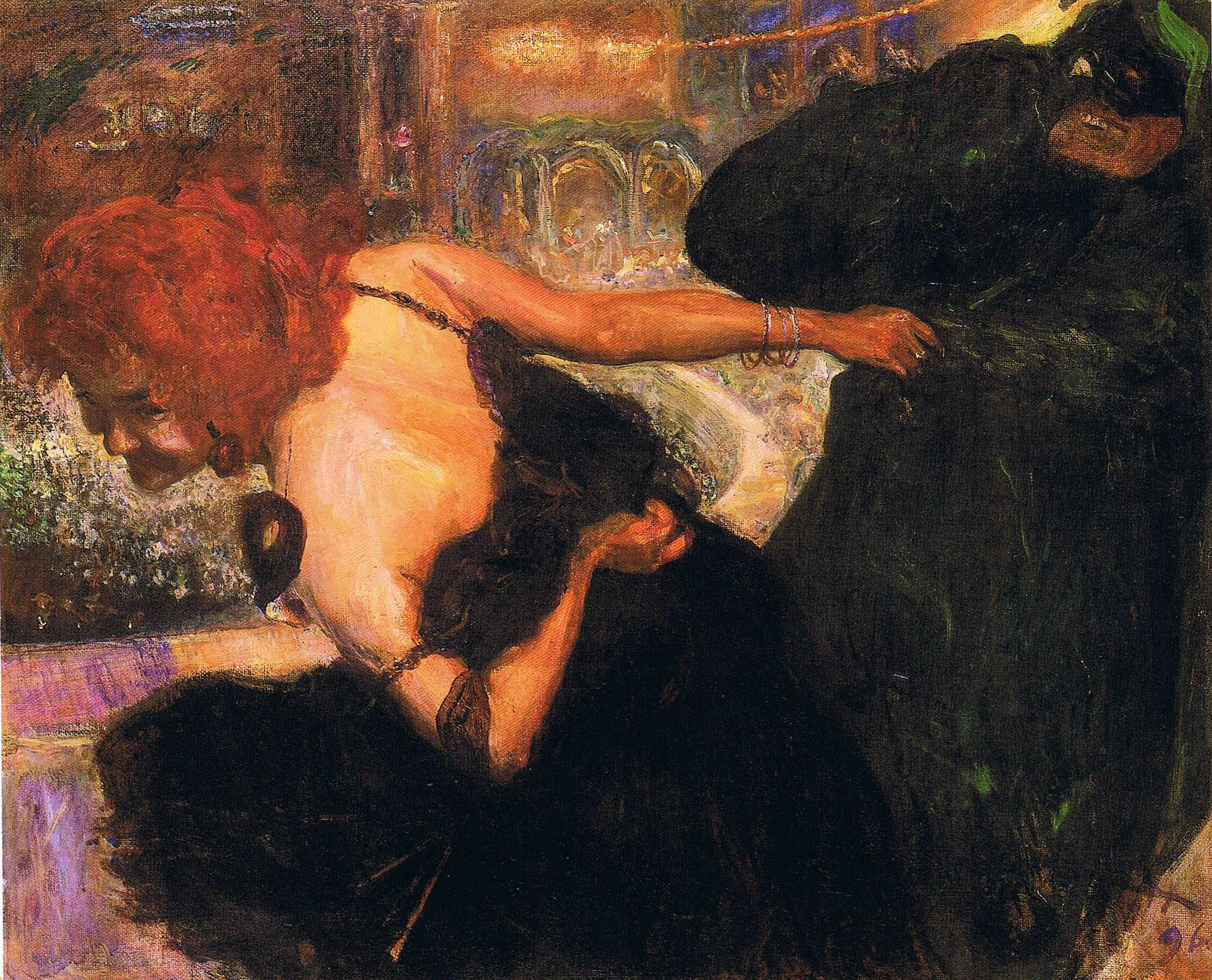
マックス・スレーフォークト: 『死のダンス』, 1896年